# Reclazepam
Il reclazepam è uno psicofarmaco appartenente alla categoria delle benzodiazepine, ha effetti sedativi e ansiolitici simili a quelli prodotti da altri derivati delle benzodiazepine, ed ha una breve durata d'azione.